# Donja Lučka
Donja Lučka falu Bosznia-Hercegovinában, a Bosznia-hercegovinai Föderáció Una-Szanai kantonjában.

## Fekvése
Bosznia-Hercegovina északnyugati részén, Bihácstól légvonalban 29, közúton 43 km-re északra, Cazin központjától légvonalban 12, közúton 20 km-re észak-északnyugatra levő erdős, dombos vidéken, a Pećina-patak völgyéban a Cazintól Velika Kladušára vezető főút mentén fekszik. 

## Népessége
| Nemzetiségi csoport | Népesség 1991 | Népesség 2013 |
| ------------------- | ------------- | ------------- |
| Szerb               | 1             | 1             |
| Bosnyák             | 829           | 413           |
| Horvát              | 1             | 6             |
| Jugoszláv           | 2             | 0             |
| Egyéb               | 2             | 126           |
| Összesen            | 835           | 546           |

## Története
A Donja Lučka-i muszlim gyülekezet 1998-ban alakult, amikor megkezdődött az első mecset építése ezen a helyen. 120 háztartása van, és a kisebb gyülekezetek csoportjába tartozik. A mecset ünnepélyes megnyitója 2002-ben volt. A gyülekezet 1998-as megalakulásakor az imám-muallim szolgálatot Sulejman Kajtezović efendi nyugalmazott imám végezte, 2001-ig, amikor Hasib Kličić efendi váltotta fel., aki ma is ebben a pozícióban szolgál.

## Nevezetességei
A falu mecsete 2002-ben nyílt meg.